# Scenocharops exareoletus
Scenocharops exareoletus är en stekelart som beskrevs av He 1980. Scenocharops exareoletus ingår i släktet Scenocharops och familjen brokparasitsteklar. Inga underarter finns listade i Catalogue of Life.